# William Ward
William Ward, 2. hrabia Dudley (ur. 25 maja 1867, zm. 29 czerwca 1932) – brytyjski polityk i administrator kolonialny. W latach 1908–1911 gubernator generalny Australii.

## Życiorys
Był absolwentem Eton College. Jako siedemnastolatek odziedziczył po zmarłym ojcu wielki majątek i tytuł szlachecki. Stał się działaczem Partii Konserwatywnej, a jednocześnie jednym z osobistych przyjaciół księcia Walii, późniejszego króla Edwarda VII.
W latach 1902–1905 był lordem namiestnikiem Irlandii. W 1908, pomimo przynależności do partii opozycyjnej, za wstawiennictwem króla zaproponowano mu funkcję gubernatora generalnego Australii. Na Antypodach zasłynął przede wszystkim ze swojego niezwykle wystawnego trybu życia – utrzymywał dwie luksusowe rezydencje, w Sydney i Melbourne, a na dodatek dużo podróżował po kraju z iście królewską pompą. Irytowało to dużą część opinii publicznej i polityków, zwłaszcza lewicowych. Ostatecznie, wskutek ciągłych prób ograniczenia jego budżetu, hrabia Dudley podał się do dymisji w październiku 1911. Po powrocie do kraju walczył jeszcze na frontach I wojny światowej, po czym osiadł w swych dobrach rodowych, gdzie spędził resztę życia.